# Conservatori Klindworth-Scharwenka
El Conservatori de Música Klindworth-Scharwenka va ser un institut de música de Berlín fundat el 1893 que va gaudir d'una reputació com a centre de formació de renom internacional durant dècades.
Va sorgir de la fusió del Conservatori Scharwenka, fundat per Xaver Scharwenka l'any 1881 i assumit pel seu germà Philipp, amb l'escola de música de Karl Klindworth, que existia des de 1883.
Des de 1908 l'edifici principal del conservatori es trobava a Genthiner Str. 11 (Berlin-Tiergarten). Es van instal·lar dues grans sales de concerts a la Lützowstrasse 76 adjacent, la Sala Blüthner i la Sala Klindworth-Scharwenka. A principis de la dècada de 1940 es va traslladar a Berliner Str. 39, Berlin-Charlottenburg. Des de l'any 1950 fins al 1960 l'institut es va ubicar a Braillestrasse 7 (Berlín-Steglitz). El 1960, després de la mort de l'últim director Walter Scharwenka, l'ensenyament es va aturar per ineficiència.

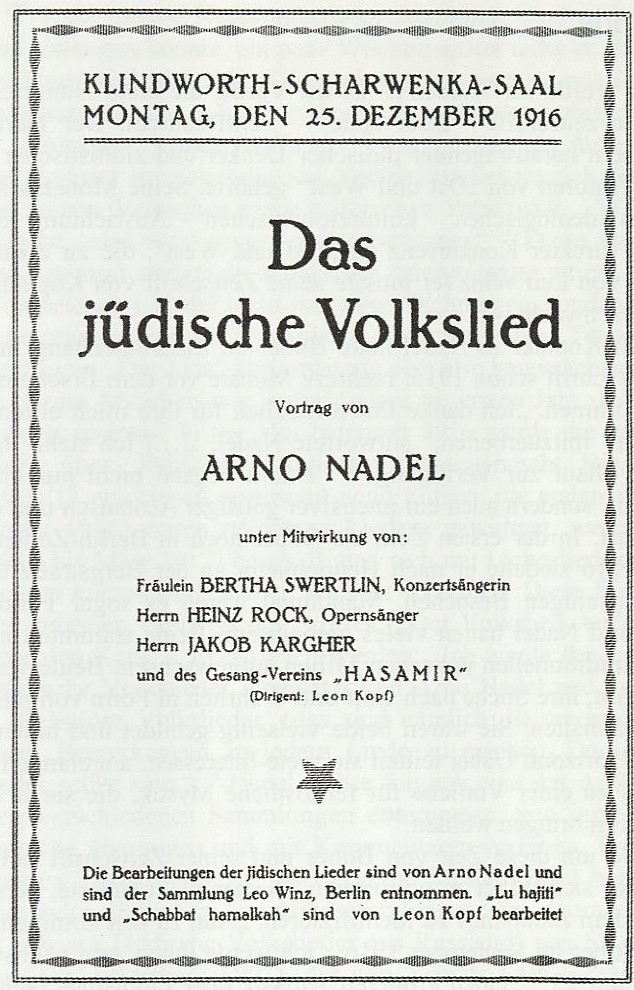
Arno Nadel La cançó popular jueva 1916

## Directors
- 1881–1892: Xaver Scharwenka (Scharwenka-Konservatorium)
- 1890–1892: Wilhelm Langhans (Scharwenka-Konservatorium)
- 1883–1892: Karl Klindworth (Klindworth-Musikschule)
- 1893–1905: Hugo Goldschmidt
- 1893–1917: Philipp Scharwenka
- 1898–1924: Xaver Scharwenka (només nominal)
- 1905–1937: Robert Robitschek
- 1937–1960: Walter Scharwenka

## Professors coneguts (selecció)
| - Conrad Ansorge - Hans Bassermann - Wilhelm Berger - Fritz von Borries - Sergei Bortkiewicz - Gustav Bumcke - Max Butting - Hugo van Dalen - Hermine d’Albert - Hanns Eisler - Harald Genzmer - Alfred von Glehn - Bruno Henze - Wolfgang Jacobi - Elisabeth Jeppe - Amalie Joachim - Hugo Kaun | - Leo Kestenberg - Walter Kirchhoff - James Kwast - Télémaque Lambrino - Hugo Leichtentritt - Moritz Mayer-Mahr - Fanny Moran-Olden - Heinrich Reimann - Florizel von Reuter - Nino Rossi - Marie Schmidtlein - Alfred Szendrei - James Simon - Philipp Bartholomé Rüfer - Hans-Joachim Vetter - Wladimir Vogel - Justus Hermann Wetzel |

## Estudiants (selecció)
| - Siegfried Behrend - John Victor Bergquist - Theodor Bohlmann - Paul Dessau - Susanne Dessoir - Magda von Dulong - Róża Etkin | - Rodolfo Holzmann - Otto Klemperer - Margarete Klose - Rudolf Müller-Chappuis - Lotar Olias - Adalbert Luczkowski |